# Söngvar elds og óreiðu
Söngvar elds og óreiðu je debutové studiové album islandské black metalové skupiny Misþyrming. Album vyšlo 7. února 2015, nahrál jej roku 2014 zakladatel kapely a hlavní autor hudby D.G. spolu s bubeníkem H.R.H.
Album bylo dobře přijato hudební kritikou, bylo například označeno za jedno z nejlepších metalových alb roku magazínem Stereogum a za jedno z nejlepších alb roku magazínem Noisey, podle něhož si kapela touto nahrávkou zajistila význačné místo na mezinárodní scéně i na nadcházejícím ročníku Roadburn Festivalu, kde kapela získala pozici rezidenčního umělce.
Formáty a vydavatelství: 12" (Fallen Empire Records & Terratur Possessions), CD (Terratur Possessions), kazeta (Vánagandr).

## Seznam skladeb
| Pořadí         | Název                        | Délka |
| -------------- | ---------------------------- | ----- |
| 1.             | Söngur heiftar               | 4:54  |
| 2.             | ...af þjáningu og þrá        | 4:16  |
| 3.             | Endalokasálmar               | 5:29  |
| 4.             | Frostauðn                    | 4:25  |
| 5.             | Er haustið ber að garði      | 2:29  |
| 6.             | Friðþæging blýþungra hjartna | 6:49  |
| 7.             | Söngur uppljómunar           | 3:56  |
| 8.             | Ég byggði dyr í eyðimörkinni | 7:34  |
| 9.             | Stjörnuþoka                  | 3:22  |
| Celková délka: | Celková délka:               | 43:14 |

## Osoby
Misþyrming
- D. G. (Dagur Gíslason) – všechny nástroje kromě bicích (kytara, baskytara, vokály)
- H. R. H. (Helgi Rafn Hróðmarsson) – bicí